# ويكيبيديا الأمازيغية المغربية المعيارية
ويكيبيديا الأمازيغية أو ويكيبيديا الأمازيغية المغربية المعيارية (تيفيناغ: ⵡⵉⴽⵉⴱⵉⴷⵢⴰ) هي إصدار ويكيبيديا للغة الأمازيغية المغربية المعيارية، وهي لغة أمازيغ الشمال الرسمية في المغرب. أنشئت في 7 نوفمبر 2023. رمزها: zgh.
اعتبارا من 23 مارس 2025 بلغ عدد مقالات ويكيبيديا الأمازيغية 11٬674 مقالة و19٬548 صفحة و41 مستخدم نشط و3 إداريون.
يعتبر هذا الإصدار الثالث من ويكيبيديا باللغات الأمازيغية بعد إطلاق ويكيبيديا تاشلحيت في عام 2021 والتي تحتوي على 7٬539 مقالة، وويكيبيديا القبائلية التي تم إطلاقها في عام 2007 والتي تحتوي على 6٬896 مقالة. كما أنها النسخة الثالثة من ويكيبيديا باللغة المغربية بعد ويكيبيديا تاشلحيت وويكيبيديا المغربية التي تم إطلاقها سنة 2020 والتي تضم 10٬541 مقالة.

## وصلات خارجية
- موقع الويب الخاص ويكيبيديا الأمازيغية المغربية المعيارية